# اردو بالیغ
اردو بالیغ (به زبان اویغوری:ئوردۇ بالیق) (به معنی "شهر پایتخت", "شهر اردو") همچنین به عنوان موبالیغ و قارابالغاسون د نیز شناخته می‌شود، اولین پایتخت خانات اویغور است، که در ۲۰ کیلومتری محل پایتخت سابق امپراتوری گوک‌ترک‌ها و شمال-غرب قراقروم واقع شده و جزو میراث جهانی یونسکو در دشت اورخون است.

## محلی
اردوبالیغ در دشت پوشیده از چمن به نام طلال خاین دالا در قسمت غربی از رود اورخون درمغولستان واقع شده.

### تاریخ

تصویر هوایی از بقایای اردو بالیغ پایتخت خانات اویغور

یک سفیر از سامانیان به اسم تمیم بن بحر از اردوبالیغ در ۸۲۳ میلادی بازدید کرد و شرح طویلی از آنجا نوشته‌است. او در توصیف خود اردوبالیغ را به عنوان یک شهر بزرگ "غنی در بخش کشاورزی و احاطه شده توسط روستاها پر از کشت یاد کرده‌است. این شهر دوازده دروازه آهنی بزرگ داشته. این شهر پرجمعیت و شلوغ بوده او همچنین گزارش داد که در میان مردم شهر، آیین مانوی غالب است.